# 聖安東尼奧德爾特肯達馬

聖安東尼奧德爾特肯達馬是哥倫比亞的城鎮，位於該國中部，由昆迪納馬卡省負責管轄，距離首府波哥大56公里，始建於1857年2月10日，面積82平方公里，海拔高度1,621米，2005年人口10,202。
4°37′N 74°21′W / 4.617°N 74.350°W